# South Point (Spielbank)
Das South Point ist ein Hotel mit einer Spielbank in Enterprise, Nevada, das sich südlich am Strip befindet. Der Eigentümer ist Michael Gaughan.

## Geschichte
Das Projekt startete 2003 mit einem Budget in der Höhe von 500 Millionen US-Dollar. Hotel und Casino öffneten am 22. Dezember 2005. Das Hotel betreibt 662 Zimmer auf einer Fläche von etwa 10.000 m². Das Casino selbst hat eine Fläche von etwa 7.400 m².
Mitte Juli 2006 gab Michael Gaughan an, dass er all seine Boyd-Aktien an Boyd Gaming verkaufen werde, falls er im Gegenzug alleiniger Eigentümer des Hotels werden würde. Der Verkauf wurde am 19. Oktober 2006 bekanntgegeben. Das Hotel, das bis dato noch South Coast hieß, wurde daraufhin in South Point umbenannt.
Das South Point ist vor allem für die zahlreichen Übertragungen von Pokerformaten bekannt, darunter befinden sich Poker After Dark und die dritte und vierte Staffel von High Stakes Poker.

## Attraktionen
Zu den Attraktionen im South Point gehören unter anderem sieben Restaurants, ein großes Kino mit 16 Räumen, mehrere Sportwettanbieter und eine Bowlingbahn, die aus 64 Bahnen besteht.